# Belegorn
En el universo imaginario de J. R. R. Tolkien y en los apéndices de la novela El Señor de los Anillos, Belegorn fue el cuarto Senescal Regente de Gondor. Nacido en el año 2074 de la Tercera Edad del Sol, es hijo de Herion. Su nombre es sindarin y puede traducirse como «gran árbol».
Belegorn es el tercer Senescal que rigió en la época dominada por la Paz Vigilante. Sucedió a su padre en el año 2148 T. E. y gobernó Gondor por 56 años. Murió en el año 2204 T. E. y lo sucedió su hijo Húrin I.